# Franz Daniel
Franz Daniel (20 december 1895 — 9 oktober 1985) was een Duitse entomoloog en conservator.
Daniel ontwikkelde al op jonge leeftijd een interesse in vlinders, daarbij gestimuleerd door zijn vader die ook Franz Daniel heet. In beide wereldoorlogen was hij frontsoldaat. Na de Tweede Wereldoorlog werkte hij aanvankelijk als zelfstandig zakenman, maar werd al snel benoemd tot conservator van het Zoologische Staatssammlung München. Daar werkte hij tot aan zijn pensionering op de entomologische afdeling onder leiding van Walter Forster. Zelfs na zijn pensionering bleef Daniel werken als vrijwilliger bij de Zoologische Staatssammlung München. Hij specialiseerde zich voornamelijk in de Bombycoidea, de Cossidae (Houtboorders), de Arctiinae (Beervlinders) en de Notodontidae (Tandvlinders) en correspondeerde intensief met de meeste andere specialisten van zijn tijd, waaronder ook uit Japan. Naast zijn taxonomisch onderzoek deed Daniel ook onderzoek aan de vlinders van Midden-Europa (waaronder in Beieren en het Sausalgebergte in Stiermarken), de Balkan en Centraal-Azië. 
- Gemeinsame Normdatei: 1235176509
- International Standard Name Identifier: 0000 0003 8937 3315
- Nationale Bibliotheek van Israël: 987007290351805171
- Nederlandse Thesaurus van Auteursnamen: 316194611